# Lippenbeer
De lippenbeer of bahloe (Melursus ursinus) is een beer. De lippenbeer lijkt veel op de kraagbeer, maar heeft enkele unieke kenmerken die hem onderscheiden van andere berensoorten.

## Kenmerken
De lippenbeer heeft een zwarte tot bruine of zelfs roodachtige vacht met op de borst een witte tekening in de vorm van een hoefijzer. De snuit is meestal veel lichter. Een volwassen dier is gemiddeld 170 cm lang, heeft een schouderhoogte van 80 cm en is iets zwaarder dan 100 kg. De beer dankt zijn naam aan de opvallende lippen. Verder zijn de klauwen afwijkend van andere berensoorten; ze zijn bijzonder lang en hebben de vorm van een sikkel.

## Leefgebied
De lippenbeer komt voor in tropische regenwouden in Zuid-Azië, meer in het bijzonder in India, Nepal en Bhutan en Sri Lanka. Hij kwam ook in Bangladesh voor, maar is er nu uitgestorven.

## Voedsel en leefwijze
Lippenberen zijn voor een groot deel van hun voedselopname afhankelijk van insecten (termieten en mieren) en vruchten, maar ook bloemen, honing en eieren staan op zijn menu. Bij het vangen van deze beestjes komt hun lange tong goed van pas. Met de scherpe klauwen kan de lippenbeer een termietenheuvel openkrabben. Hij filtert hier vervolgens de insecten uit door de beesten krachtig uit hun gangenstelsels te zuigen. De lippenbeer is een goede klimmer en kan het dus, indien nodig, hogerop zoeken om aan voedsel te komen.

## Voortplanting
Meestal leven deze beren solitair, maar soms bevinden ze zich in groepen van 5 tot 7 dieren. Van november tot januari betrekt het vrouwtje een natuurlijk of zelfgegraven hol om haar jongen te werpen (meestal 2), die daar 2 tot 3 maanden blijven. Daarna worden ze nog 6 maanden op moeders rug meegedragen. Na hun 2de levensjaar gaan ze hun eigen weg.

## Bedreiging
Habitatvernietiging, jacht en stroperij vormen de grootste bedreiging voor deze soort. Gestroopt wordt er om bepaalde organen te verkrijgen, die worden gebruikt in de traditionele geneeskunst. Ook worden jonge dieren gevangen en afgericht voor circussen.

## Taxonomie
Voorheen werd de lippenbeer meestal in een eigen geslacht geplaatst: Melursus. In veel nieuwe taxonomische classificatiesystemen is dit geslacht niet meer opgenomen. In plaats daarvan zijn er nog slechts drie geslachten: Ailuropoda (reuzenpanda), Tremarctos (brilbeer) en Ursus (de overige beren). De lippenbeer hoort in deze indeling bij het laatste geslacht.

## Populaire cultuur
Baloe uit Het jungleboek van Rudyard Kipling is een lippenbeer.